# Ohýbačka

Ohýbačka

Ohraňovací lis

Ohýbačka je tvářecí stroj, který slouží k tvarování kovu za studena.

## Rozdělení
- podle způsobu pohonu
  - ruční
  - hydraulické
  - elektrické
- podle konstrukce
  - segmentové
  - modulové
  - kombinované
- podle typu ohýbaného materiálu jsou určeny na ohýbání profilů nebo plechu

## Druhy

### Ruční
Jedná se o jednoduché stroje na ohýbání plechu pod ostrým úhlem i různým rádiusem ohybu. Lze je použít v opravárenských, zámečnických a zejména v klempířských dílnách. Ohýbačka je vybavena nastavitelným dorazem, umožňující ohýbat pod nastaveným úhlem a také délkovým dorazem .Pro ohýbání stejných šířek ohybu je možno použít narážku šířky ohybu (zadní doraz). Stroj lze osadit segmentovými pravítky vhodnými pro výrobu krabiček.

### Hydraulické
(je možno ohýbat atypické profily)
Umožňují ohýbání různých tvarů větších tlouštěk a průměrů materiálů.

### Elektrické
Hodí se na sériovou výrobu.

### Modulové
Dají se k sobě připojit a tím prodloužit pracovní plochu.

### Ohraňovací lisy
- vyznačují se vyššími lisovacími sílami a většími délkami lisovaných dílů
- využívají se na náročnější ohyby na které by ohýbačky již nestačily (kratší ohyby, silnější tloušťku materiálu, více ohybů za sebou…)
- jsou převážně poháněny hydraulicky